# Козырев, Фёдор Николаевич
Фёдор Николаевич Козырев (12 января 1961, Ленинград — 13 мая 2022, Санкт-Петербург) — советский ученый, писатель, педагог, доктор педагогических наук. Один из теоретиков «третьего направления» в практике духовно-нравственного воспитания и преподавания религии в школе, определяемого в зарубежной научно-педагогической литературе как адогматический, или феноменологический подход, образовательное, развивающее, или гуманитарное религиозное образование (англ.: religious education).

## Биография
Родился в семье известного астрофизика Н. А. Козырева и археолога Р. В. Козыревой (в девичестве Чубаровой). Окончил почвенное отделение биолого-почвенного факультета Ленинградского государственного университета. По окончании университета с 1985 по 1988 год работал инженером в институте «Ленгипроводхоз». В 1989 году поступил в аспирантуру Ленинградского сельскохозяйственного института, где в 1991 году защитил диссертацию на соискание ученой степени кандидата сельскохозяйственных наук «Влияние поверхностного переувлажнения на состав органического вещества и свойства пахотных и целинных почв Северо-Запада России». Изобрел метод экспресс-диагностики переувлажнения почвы по содержанию в ней хлорофилла.
С 1989 года начал активно участвовать в миссионерской деятельности Русской православной церкви, для чего в 1991 году прервал научную карьеру. В 1990 году вступил в Общество русской православной культуры свт. Игнатия (Брянчанинова) под председательством протоиерея Владимира Цветкова, где занимался тюремным служением. В 1991 году стал помощником председателя.
На протяжении 1990-х годов был руководителем православного молодёжного клуба «Артос». Вел воскресную школу для взрослых, выступал с публичными лекциями о православии, посещал воспитательную колонию для несовершеннолетних в г. Колпино, преподавал «Введение в Библию с основами христианства» в гимназии № 524 Московского района, занимался книготорговлей и издательской деятельностью.
К этому времени относится начало писательской деятельности. В 1995 году по благословению митрополита Иоанна (Снычева) издательством «Артос» выпущена брошюра «Напутствие воину христианину», составленная Ф. Н. Козыревым. В 1997 году выходит первое авторское эссе «Искушение и победа святого Иова» под редакцией Н. Н. Казанского с предисловием В. Н. Топорова. Книга привлекла внимание критики. Н. Л. Трауберг писала: «Книга исключительно живая… Когда я читала эту книгу, я чувствовала то же самое, что сорок лет назад (первое эссе Честертона), тридцать (первая книга Льюиса), пятнадцать („Беседы о блаженствах“ о. Саймона Тагуэлла)».
В 1999 году произошло судьбоносное знакомство с протоиереем Владимиром Федоровым, одним из сподвижников митрополита Никодима (Ротова), и приглашение к сотрудничеству в созданной по инициативе миссионерского отдела Санкт-Петербургской епархии Межцерковной образовательно-просветительской организации «Апостольский город — Невская перспектива». Началось активное участие в международных и межконфессиональных научных и образовательных проектах, изучение современного зарубежного опыта миссионерства и религиозного образования, в том числе в ходе программ академического обмена в университетах Наймегена (Нидерланды) и Вирджинии (США).
С 2003 года Ф. Н. Козырев — член крупнейшей международной ассоциации преподавателей религии ISREV (International Seminar on Religious Education and Values). В 2006—2010 годах входит в управляющий комитет Европейского общества экуменических исследований «Societas Oecumenica». C 2007 года по приглашению проф. Питера Окса стал постоянным участником межрелигиозного герменевтического семинара «Размышление над Писаниями» (Scriptural Reasoning) в университете Кембриджа (Великобритания) в группе проф. Дэвида Форда. Участвовал с докладами в двух с лишним десятках значимых международных конференций и форумов по вопросам религии и образования.
В 2003 −2005 годах — докторант кафедры педагогики Российского государственного педагогического университета им. А. И. Герцена. В 2007 году защищает докторскую диссертацию «Неконфессиональное религиозное образование в зарубежной школе» с присуждением ученой степени доктора педагогических наук.
С 2007 по 2019 годы — профессор Русской Христианской гуманитарной академии, директор Института религиозной педагогики. Преподает в РГПУ им. А. И. Герцена, Высшей школе экономики, Московском институте открытого образования, Свято-Филаретовском православно-христианском институте, Санкт-Петербургском христианском университете, читает лекции в университете Гамбурга.
В 2010—2016 годах — научный руководитель опытно-экспериментальной работы по разработке и внедрению инновационных программ духовно-нравственного образования в содержание школьного образования на базе трех общеобразовательных школ Санкт-Петербурга.
С 2010 -участник Российского междисциплинарного семинара по темпорологии при МГУ им. М. В. Ломоносова.
С 2017 года — катехизатор Собора Владимирской иконы Божией Матери.
Был женат на Ираиде Серафимовне Грачевой — известном педагоге-словеснике. Литературные чтения её памяти ежегодно проводятся в Санкт‑Петербургской Академии постдипломного педагогического образования. После её смерти в 1992 году женился на Ольге Евгеньевне Любимовой, в браке с которой родились сын и дочь. Ольга Евгеньевна, филолог и учитель-словесник, стала соавтором ряда учебных пособий и методических материалов, участвовала в их апробации и распространении инновационного опыта.

## Научная деятельность
Круг научных интересов Ф. Н. Козырева включает теорию и философию образования, историю и философию науки, философскую и богословскую герменевтику, диалог религии и науки, методологию гуманитарных и естественнонаучных дисциплин, теорию личности и психологию религии.
В ходе диссертационного исследования и его продолжения провел систематический обзор и анализ англоязычной научно-педагогической литературы по темам, связанным с религиозным образованием, за весь послевоенный период. В отечественной науке таких исследований до него не проводилось. Систематизация изученного материала завершилась формированием авторской концепции гуманитарного религиозного образования. На основе оригинальной гносеологической модели смены педагогических парадигм разработал представление о гуманитарном религиозном образовании как закономерном результате саморазвития педагогической идеи с переходом от схоластики к сциентизму и последующей гуманитаризацией знания. Описал роль феноменологии, герменевтики и конструктивизма в становлении современных гуманитарных подходов к религиозному образованию. Ввел и обосновал концепцию религии «как дара», противостоящую в образовательном дискурсе концепциям «религия как закон» и «религия как факт». Выступил с инициативой признания религиозной педагогики самостоятельной академической дисциплиной в системе педагогических наук. Раскрыл значение интерпретации как необходимого условия реализации принципа активности обучаемого при изучении религии. Расширил представление о структуре учебного цикла и применении гуманитарных технологий в интерпретативных моделях религиозного образования.
Содействовал ознакомлению студентов петербургских вузов с современным международным опытом религиозного образования, приглашая в Санкт-Петербург с лекциями профессоров Джона М. Халла, Вольфрама Вайсе и других известных ученых. Участвовал в масштабных исследованиях религиозных представлений школьника, в том числе в 2006—2009 годах возглавлял совместно с В. Федоровым российский сегмент исследовательского проекта Европейской комиссии «Религия в образовании» (REDCo).
В период руководства опытно-экспериментальной работой на базе петербургских общеобразовательных школ в 2010—2016 годах разработал и апробировал ряд инновационных методик диагностики личностных достижений школьника, в частности, адоптировал к образовательным целям технологию Q-сортировки. На основе метода дилемм Л. Кольберга создал диагностический комплекс ОНИКС для измерения избирательности и когерентности нравственных суждений респондента, конкурирующий по эффективности с зарубежными аналогами MCT и DIT. В результате сопоставления собранного эмпирического материала с положениями структурной теории Л. Кольберга и её позднейшими вариациями внес существенные дополнения в теорию, предложив собственную модификацию модели нравственного развития личности. В основу модели положено различение трех модусов взаимодействия личности с социумом: «Я — Оно», «Я — Ты» и «Я — Мы».
Параллельно с основным направлением научной работы занимался освоением и популяризацией научного наследия Н. А. Козырева. Выступал с докладами о теории активного времени на научных семинарах и симпозиумах в Москве, Цюрихе, Берлине, Франкфурте, Гейдельберге.

## Учебно-методическая работа
Разработал и апробировал ряд авторских образовательных программ для высшей школы по предметам: «Религиозная педагогика», «Гуманитарные технологии в управлении образованием», «Духовно-ориентированная педагогика», «Методика преподавания Библии на уроках литературы», «Основы межконфессионального диалога», «Педагогическая диагностика нравственного развития и социализации школьника», «Диалог религии и науки» и др.
Главным итогом опытно-экспериментальной работы в средней школе стала разработка двух учебно-методических комплектов, обеспечивающих религиозно-культурологическое образование школьника на принципах интерпретативного подхода на протяжении основной ступени образования: «Духовно-нравственные беседы» (5-7-й класс) и «Религия в мировой культуре» (8-9-й класс). В русле того же подхода предложены и опробованы новые виды внеурочной деятельности, такие как «Диалоги о религии», «Диспуты со старшеклассниками» и др. В качестве инструмента дистанционного интерактивного обучения создан сайт гуманитарного религиозного образования «Тезаурос».
УМК «Духовно-нравственные беседы» отмечен победой в нескольких конкурсах инновационных образовательных программ.

## Эссеистика и публицистика
Эссе Ф. Н. Козырева группируются вокруг двух основных тем, одна из которых — богоборчество, вторая — половая этика христианства. Первая связана с раскрытием положительного смысла «богоборчества святых» как момента обретения богосыновства. В раскрытии второй темы автор выступает сторонником позиции В. В. Розанова, солидаризуясь с его идеей сакрализацией пола. Обе темы объединяет размышление над проблемой соотношения внутренней и внешней свободы, как она поставлена перед человеком в христианстве. Полемическая заостренность и экскурсы в область современной политики придают некоторым произведениям этого жанра публицистическую окраску, особенно заметную в книге о Григории Распутине и «Прощании Амартии».

## Победы в конкурсах
В 2012 году стал победителем городского и регионального этапов Всероссийского конкурса «За нравственный подвиг учителя» в номинации «Педагоги высшей школы — средней школе».

## Публикации
Автор более 150 публикаций. В том числе:

### Монографии
- Козырев Ф. Н. Религиозное образование в светской школе. Теория и международный опыт в отечественной перспективе: Монография. — СПб: Апостольский город, 2005. — 636 с. ISBN 5-93112-007-6
- Козырев Ф. Н. Гуманитарное религиозное образование: Книга для учителей и методистов. — СПб: РХГА, 2010. — 392 с. ISBN 978-5-88812-416-1
- Козырев Ф. Н. Религия как дар. Педагогические статьи и доклады. — М.: СФИ, 2014. — 440 с. ISBN 978-5-89100-132-9
- Козырев Ф. Н. Измерение субъективности: Конструктивизм в практике педагогического исследования. — СПб: РХГА, 2016. — 232 с. ISBN 978-5-88812-781-0
- Козырев Ф. Н. Религия в школьном образовании. Обзор современной ситуации, тенденций и инноваций. — М.: СФИ, 2019. — 172 c. ISBN 978-5-89100-221-0
- Kozyrev, Fedor. Quantifying the moral dimension: New steps in the implementation of Kohlberg’s method and theory. — RIDERO, 2020. — 121 p. ISBN 978-5-0051-3941-2

### Главы в коллективных монографиях
- Козырев Ф. Н. Новая социальность и духовное измерение образования // Горизонты новой социальности в образовании / под ред. М. Н. Кожевниковой. — СПб.: РХГА, 2015. — С. 302—365
- Козырев Ф. Н. Духовно-нравственное образование: интерпретативный подход // Избранные лекции в магистратуре по проблемам духовно-нравственного воспитания. Научно-методическое пособие /Под ред. А. Г. Козловой, Л. А. Немчиковой, А. С. Роботовой. Вып. 1. — СПб., Лингвистический центр «Тайкун», 2017. — С. 7-15
- Козырев Ф. Н. «Духовно-нравственные беседы»: интерпретативный подход в действии // Избранные лекции в магистратуре по проблемам духовно-нравственного воспитания. Научно-методическое пособие /Под ред. А. Г. Козловой, Л. А. Немчиковой, А. С. Роботовой. Вып. 1. — СПб., Лингвистический центр «Тайкун», 2017. — С. 232—243
- Козырев Ф. Н. Духовно-нравственное развитие личности в структурной модели Л. Кольберга и её вариациях // Избранные лекции в магистратуре по проблемам духовно-нравственного воспитания. Коллективная монография. Учебное пособие /Под ред. А. Г. Козловой, В. О. Гусаковой. Вып. 2. — СПб.: ЧУ ДПО «Академия Востоковедения», 2020. — С. 100—109

### Педагогические статьи на иностранных языках
- Kozyrev F. The contemporary condition of religious education in Russian schools and the perspectives of its interdenominational model // A Soul for Education. Projects for Spiritual and Ethical Learning Across Religions. — Verlag Peter Athmann, Nürnberg, 2002. — P.21-24
- Kozyrev F. Religious Education in Russian Schools // East-West Church Ministry Report. — 2002. — V. 10 (4). — P. 2-3
- Kozyrev F. The Religious and Moral Beliefs of Adolescents in St. Petersburg // Journal of Education and Christian Belief. — 2003. — V. 7 (1). — P. 69-91
- Kozyrev F. Humanitarian Religious Education — A Concept for Russian Schools // Bewahrung — Entwicklung — Versöhnung. Religiöse Erziehung in globaler Verantwortung: Referate und Ergebnisse des Nürnberger Forums 2003 / Johannes Lähnemann (Hrsg.). — Hamburg: EB-Verlag, 2005. — P. 219—225
- Kozyrev F. The Roles of Dialogue in Religious Education: a Russian Perspective // Education, Religion and Society: Essays in Honour of John M. Hull / Dennis Bates, Gloria Durka, Friedrich Schweitzer (eds). — London: Routledge, 2006. — P. 215—227
- Kozyrev F. & Fedorov V. Religion and Education in Russia: Historical Roots, Cultural Context and Recent Developments // Religion and Education in Europe: Developments, Contexts and Debates / Robert Jackson, Siebren Miedema, Wolfram Weisse, Jean-Paul Willaime (Eds.). -Müenster — New York — München — Berlin: Waxmann, 2007. — P. 133—158
- Kozyrev F. N. & ter Avest K. H. Religious culture as a school subject // British Journal of Religious Education. — 2007. — V. 29 (3). — P. 245—258
- Kozyrev F. Russia: Change of Paradigms in Religious Education // Interreligious and Values Education in Europe: Map and Handbook / J. Lähnemann & P. Schreiner (Eds). — PESC and Comenius Institute, 2008. — P. 46-52
- Kozyrev F. Religion and Education through the Eyes of Students from Saint-Petersburg // Encountering Religious Pluralism in School and Society — A Qualitative Study of Teenage Perspectives in Europe / Knauth, T., Jozsa, D.-P., Bertram-Troost, G. & Ipgrave, J. (Eds.). — Müenster — New York — München — Berlin: Waxmann, 2008. — Р. 279—308
- Kozyrev F. & Schihalejev O. Religion and Education in Estonia and Russia — Resemblance and Differences //Encountering Religious Pluralism in School and Society — A Qualitative Study of Teenage Perspectives in Europe / Knauth, T., Jozsa, D.-P., Bertram-Troost, G. & Ipgrave, J. (Eds.). — Müenster — New York — München — Berlin: Waxmann, 2008. — Р. 309—326
- Kozyrev F. Two Concepts of Religious Education in Postmodern Age: ‘Humanitarian’ versus ‘Holistic’ // Ecumenism of Life as a Challenge for Academic Theology: Proceedings of the 14th Academic Consultation of the Societas Oecumenica / Bernd Jochen Hilberath, Ivana Noble, Peter De Mey (Eds.). — Frankfurt am Main: Verlag Otto Lembeck, 2008. — P. 77-92
- Kozyrev F. Toward Religious Education of a new type: humanitarian perspective // Traditie şi integrare. Unitate ĭn Diversitate: Simpozion International (26 Ianuarie 2008, Arad). — 2008. — V. I—II (Arad, Editura "Concordia’). V.I. — P. 19-22
- Kozyrev F. Der Hamburger Ansatz des Religionsunterrichts — Eine Betrachtung aus russischer Sicht // Dialogischer Religionsunterricht in Hamburg: Positionen, Analysen und Perspektiven im Kontext Europas / Wolfram Weisse (Hrsg.). — Müenster — New York — München — Berlin: Waxmann, 2008. — P. 201—212
- Kozyrev F. & Valk P. Saint-Petersburg Students’ Views about Religion in Education — Results of the Quantitative Survey // Teenagers’ Perspectives on the Role of Religion in their Lives, Schools and Societies — A European Quantitative Study / Pille Valk, Gerdien Bertram-Troost, Markus Friederici, Celine Beraud (Eds.). — Müenster — New York — München — Berlin: Waxmann, 2009. — P. 311—349
- Kozyrev F. How Different after the Shared Past? Russian and Estonian Youth Views about Religion // Teenagers’ Perspectives on the Role of Religion in their Lives, Schools and Societies — A European Quantitative Study / Pille Valk, Gerdien Bertram-Troost, Markus Friederici, Celine Beraud (Eds.). — Müenster — New York — München — Berlin: Waxmann, 2009. — P. 121—126
- Kozyrev F. Dialogues about Religion — Incident Analysis of Classroom Interaction in St. Petersburg // Dialogue and Conflict on Religion. Studies of Classroom Interaction in European Countries / Ina ter Avest, Dan-Paul Jozsa, Thorsten Knauth, Javier Rosón, Geir Skeie (Eds.). — Müenster — New York — München — Berlin: Waxmann, 2009. — P. 194—224
- Kozyrev F. Towards a New Paradigm of RE in Eastern Europe // Religious Education in a World of Religious Diversity / Wilna A.J. Meijer, Siebren Miedema, Alma Lanser-van der Velde (Eds.). — Müenster — New York — München — Berlin: Waxmann, 2009. — P. 21-39
- Kozyrev F. Religious Education and Religious Freedom in Russia // International Handbook of Inter-religious Education, Part 1 (International Handbooks of Religion and Education, Volume 4) / Kath Engebretson, Marian de Souza, Gloria Durka, Liam Gearon (Eds). — Dordrecht — Heidelberg — London — New York: Springer, 2010. — P. 897—918
- Kozyrev F. Rolul Hermeneuticii in educaţia religioasa // Lumina dreptei credinţe — Ortodoxiei Romăneşti. Eseuri şi articole / Codin Şimonca-Oprita, Dacian Nan, Pompiliu Gavra (Eds.). -Mirador, 2010. — P. 11-19
- Kozyrev F. Russian REDCo findings in support of dialogue and hermeneutics // British Journal of Religious Education. — 2011. — V.33(2). — P. 257—270
- Kozyrev F. Orthodoxy and Teaching in the Last Two Centuries // Rivista di storia del cristianesimo / Rusconi R. (Ed.). V. 1: Costruzione degli Stati nazionali e insegnamento della religione nell’Europa contemporanea. — Brescia: Morcelliana), 2012. — P. 25-40
- Kozyrev F. Religion as a Gift: A Pedagogical Approach to RE in St. Petersburg // On the Edge: (Auto)biography and Pedagogical Theories on Religious Education / Ina ter Avest (Ed.). — Amsterdam Vrije Universiteit, 2012. — P. 69-79
- Kozyrev F. Taking Roots in a Living Tradition: The Task for Postconfessional RE // Kultura i Wychowanie. — 2013. — V. 6(2). — Р. 99-111
- Kozyrev F. Views on Tolerance in Saint-Petersburg Students’ Q-Sorts // Religious Education Journal of Australia. — 2015. — V. 31 (1). — P. 30-36
- Kozyrev F. Turning toward subjectivity in religious and values education research // Usuteaduslik Ajakiri (Journal of Estonian Academic Theological Society), Special Issue ’Shifting borders in Religious Education’. — 2016. — V. 1(69). — P. 127—141

### Статьи об отце
- Козырев Ф. Н. Тихие звезды // Время и звезды: к 100-летию Н. А. Козырева. — СПб: Нестор-История, 2008. — С. 602—651
- Козырев Ф. Н. Тревожные сигналы теории времени // Картина мира: наука, философия и религия. Материалы международной н.-пр. конференции, посвященной 100-летнему юбилею астрофизика Н. А. Козырева (Санкт-Петербург, 6-7 ноября 2008). — СПб: «Европейский дом», 2009. — С. 86-100
- Козырев Ф. Н. Пунктиры будущего физики времени // Институт исследований природы времени, 2011
- Козырев Ф. Н. Тема вечной жизни вселенной в русском космизме // Вестник Свято-Филаретовского института. — Вып.31, лето 2019. — С. 126—152
- Козырев Ф. Н. Таймырское дело Н.А. Козырева: документы, молчавшие 75 лет // Красноярское общество «Мемориал». Документы. Научные работы, 2021

### Статьи на разные темы
- Козырев Ф. Н. Принцип соборности в учении Вячеслава Иванова о мифе и символе и его дидактическое значение // Актуальные проблемы современной филологии. Литературоведение: Сб. статей по материалам Всерос. н.-пр. конф. — Киров, Вятский гос.гум. ун-т, 2003.- С. 64-72
- Kozyrev F. N. Civil Society and Christian Ideas // Civil Society: East & West. Proceedings of the Regional Conference for Europe, IAPCHE (August 20-23, 2005, hosted by St. Andrew’s Biblical Theological Institute, Moscow) / Peter Blokhuis (Ed.). — Dordt College Press, Iowa, US, 2006. — P. 5-17
- Козырев Ф. Н. Христианские ли ценности равенство и свобода? // Вестник РХГА. — 2015. — Т. 16, вып. 3. — С. 122—136
- Козырев Ф. Н. Религиозные искания «русского Лютера» (к психологическому портрету Льва Толстого) // Acta eruditorum, Издательство РХГА, Санкт-Петербург, 2015, 19, 46 — 53
- Kozyrev Fyodor N. Universelle Spiritualität und die Krise der Wissenschaft // Tattva Viveka (Zeitschrift für Wissenschaft, Philosophie & spirituelle Kultur). — 2015. — V.65 (November). — P. 28-37
- Kozyrev F. Returning the Ticket to God: The Topic of Violence in Russian Utopias // Gewaltfreiheit und Gewalt in den Religionen. Politische und theologische Herausforderungen / F. Enns, W. Weisse et al. (Eds.) Muenster — New York: Waxmann, 2016. — P. 215—225
- Козырев Ф. Н. Христианство и половой вопрос // Христианство: pro et contra, антология / Сост.: Д. К. Богатырев, А. М. Прилуцкий, П. А. Сапронов; вступ. статья Д. К. Богатырева. — СПб.: РХГА, 2016. — С. 902—939

### Эссе
- Козырев Ф. Н. Искушение и победа святого Иова. — СПб.: «Алгоритм», 1997.- 208 с. ISBN 5-43721-004-7 (переиздано под заголовком: «Искушение и победа святого Иова. Поединок Иакова» — М.: Дом надежды, 2005. — 368 с. ISBN 5-94880-008-3)
- Козырев Ф. Н. Поединок Иакова. — СПб.: «Библиополис», 1999.- 192 с. ISBN 5-7435-0401-6 (переиздано под заголовком: «Искушение и победа святого Иова. Поединок Иакова» — М.: Дом надежды, 2005 ISBN 5-94880-008-3)
- Козырев Ф. Н. Распутин, которого мы потеряли. — СПб.: Изд-во АНПО «Контур-М», 2001.- 152 с. ISBN 5-86429-020-3
- Козырев Ф. Н. Церковь и пол. Четыре размышления о христианской этике пола. — СПб.: Центр информационной культуры, 2003. — 168 с. ISBN 5-94508-022-5 (переиздано под заголовком: «Брак и семья в православной традиции: Как на самом деле относится Церковь к плотской любви». — М.: «Эксмо», 2008. — 352 с. ISBN 978-5-699-28988-2)
- Козырев Ф. Н. Обморок либерализма. — Спб.: РХГА, 2017. — 128 с. ISBN 978-5-88812-845-9
- Козырев Ф. Н. Прощание Амартии. — Издательские решения (лицензия RIDERO), 2020. — 102 с. ISBN 978-5-0051-1811-0

### Стихи
- Козырев Ф. Н. Пересвет // Иван-да-Марья. Литературный журнал для семейного чтения. — 9(57), сентябрь 2019. — С. 88-89
- Козырев Ф. Н. Высокопарное: Поэтический цикл // Портал «Воздушный Замок», 2020

## Видеозаписи выступлений
1. «Kozyrev’s idea of physical time» (Zurich, 2010)
2. «Пунктиры будущего физики времени» — доклад на Российском междисциплинарном семинаре по темпорологии (МГУ, 12 апреля 2011)
3. «Послушание в православной традиции. Часть 1» — телепрограмма «Слово», телеканал «Союз», 30 ноября 2014
4. «Послушание в православной традиции. Часть 2» — телепрограмма «Слово», телеканал «Союз», 30 декабря 2014
5. «Das Leben des legendären Astrophysikers Nikolai Kozyrev» (Kozyrev Symposium, Frankfurt, June 6, 2015)
6. «Theory & experiments by Nicolai Kozyrev about the nature of time» (Kozyrev Symposium, Frankfurt, June 6, 2015)
7. «На волне смыслов: школьный антифон религии и художественной культуры» — доклад на XIV Педагогических чтениях памяти И. С. Грачевой (СПбАППО, 6 марта 2017)